# Mycomya freemani
Mycomya freemani är en tvåvingeart som beskrevs av Coher 1950. Mycomya freemani ingår i släktet Mycomya och familjen svampmyggor. Inga underarter finns listade i Catalogue of Life.